# Скобелев, Владислав Петрович
Владисла́в Петро́вич Ско́белев (11 ноября 1930, Самара — 26 февраля 2004, Москва; похоронен в Самаре) — советский и российский литературовед, доктор филологических наук (1983). Сын П. С. Скобелева. Племянник А. С. Неверова.

## Биография
Владислав Петрович родился в Самаре 11 ноября 1930 года, в семье почвоведа Петра Сергеевича Скобелева (1902—1957) и агрохимика Раисы Осиповны Гецовой (1902—1978). До того как отца назначили главным агрономом областного земельного управления, семья проживала в пос. Усть-Кинельский, а после назначения, в конце 1930-х годов, переехали в г. Куйбышев (Самара). Во время проживания в поселке в семье Скобелевых рождается второй сын, Олег. Несмотря на все тяготы военного времени: бесконечные переезды, дефицит продовольствия, — Владислав всегда уделял большое внимание литературе. Он рано научился читать, поэтому книга была неотъемлемой частью его взросления. В первые годы войны он учится в начальных классах мужской средней школы № 6. В зиму 1942—1943 гг. Владислав оказался приобщенным к театральным действам. Его пригласили участвовать в постановке самодеятельного театрального коллектива клуба им. Ф. Э. Дзержинского в пьесе «Инженер Сергеев». В 9 и 10 классах он посещал литературный кружок при Дворце пионеров.
После школы поступил в Куйбышевский педагогический институт (ныне ПГСГА) на факультет русского языка и литературы, где проучился до 1952 г. После окончания вуза уехал в Москву и поступил в аспирантуру Института мировой литературы АН СССР. В 1955 г. В. П. Скобелев женился; жена — Нелли Борисовна, врач по образованию, жила и работала в Куйбышеве. Регистрация брака состоялась в Москве, где Владислав Петрович оставался до защиты кандидатской диссертации. Защита прошла успешно, и он вернулся в Куйбышев, где занялся трудоустройством. Вскоре В. П. Скобелев стал научным сотрудником Куйбышевского литературного музея им. М. Горького (в 1956 г.). К тому времени у Владислава Петровича рождается сын Андрей. Неожиданно приходит приглашение на работу в Муромский педагогический институт, и Скобелев переезжает в г. Муром, где с 1958 по 1961 г. работает старшим преподавателем. В 1961 г. в Воронежском государственном университете появилась вакантная должность доцента, поэтому В. П. Скобелев подает документы на конкурс, и вскоре его принимают на работу. Там он поработал и прожил с семьей до 1979 г. За это время издавалось большое количество его книг, он был принят в Союз писателей, также защитил докторскую диссертацию. В 1979 г. В. П. Скобелев вернулся на родину в Куйбышев и начал работу в Куйбышевском (Самарском) государственном университете (с 1985 — в должности профессора), где проработал до самой своей смерти.

## Научная деятельность
В. П. Скобелев печатался с 1956 г.
С 1960-х годов — активный участник «школы теории автора» (Б. О. Корман). Изучал структуры повествовательных форм, в частности, разрабатывал теорию сказового повествования и теорию сюжета.
В 60—80-е годы В. П. Скобелев вел спецкурс «Поэтика новеллы» сначала в Воронежском, а затем и в Самарском университете.
В. П. Скобелев внес существенный вклад в развитие теории автора, приняв участие в изучении различных структур повествовательных форм.
Он стал одним из авторов коллективного труда «Поэтика сказа», опубликованного издательством Воронежского университета в 1978 г.
Поэтике художественной разработки посвящён целый ряд исследований литературоведа, среди которых центральное место занимает большая монография «Масса и личность в русской советской прозе 20-х гг. (К проблеме народного характера)»
Была издана работа В. П. Скобелева над проблемами пародии. Литературная пародия стала темой студенческого спецсеминара, а затем специального курса, которые В. П. Скобелев вел в Самарском университете. В. П. Скобелев организовал две научные конференции, посвящённые проблемам литературного пародирования, снабдил вступительной статьей и издал аннотированный библиографический справочник, подготовленной его семинарской группой, а также тематический сборник научных трудов, в котором он выступает и как один из научных редакторов и авторов предисловия, и как автор статьи.
Работу по изданию ещё одного сборника по проблемам литературного пародирования — «Ирония и пародия» — ученый не успел довести до самого конца, её закончили его коллеги. В этом сборнике опубликована ещё одна его работа по теории пародии.
В 1996 г. В. П. Скобелев опубликовал объемную статью о поэзии И. Бродского «Большой лирический сюжет Иосифа Бродского».
Вместе с В. Аксеновым ученый был одним из инициаторов и организаторов нескольких самарских конференций, посвящённых литературе «третьей волны» эмиграции, составителем, редактором и автором статей сборников научных трудов по этой проблематике.
В. П. Скобелев внес весомый вклад в исследование литературной истории Поволжья и Воронежского края, — областей, с которыми он связан биографически. Он — автор книг и многочисленных статей о самарских и воронежских писателях, предисловий и научных комментариев в различных — местных и московских — изданиях воронежских и самарских писателей и поэтов, журнальных и газетных рецензий — откликов на художественные или научные публикации, театральные постановки, книг и статей в местных изданиях литературно-краеведческого профиля. Всего 12 книг, множество научных изданий, в которых он выступает в роли составителя, научного редактора, около 230 статей серьёзного научного содержания.
Наследие В. П. Скобелева не только в книгах и статьях ученого, оно живёт в том научном, духовном, нравственном влиянии, которое он оказал на своих многочисленных учеников, студентов, коллег и друзей.

### Избранные труды
Монографии:
- Скобелев В.П. Александр Неверов. Критико-биографический очерк. — М, 1964.
- Скобелев В.П. Гавриил Троепольский. — М., 1969.
- Скобелев В.П. Артём Веселый: Очерк жизни и творчества. — Куйбышев, 1974.
- Скобелев В.П. Масса и личность в русской советской прозе 1920-х годов. К проблеме народного характера. — Воронеж, 1975.
- Скобелев В.П. Поэтика сказа (с соавторстве с Е. Г. Мущенко и Л. Е. Кройчиком). — Воронеж, 1978.
- Скобелев В.П. В поисках гармонии: Художественное развитие А. Н. Толстого. 1907—1922 гг. — Куйбышев: Книжное издательство, 1981.
- Скобелев В.П. Поэтика рассказа. — Воронеж, 1982.
- Скобелев В.П. Слово далёкое и близкое. Народ. Герой. Жанр. — Самара, 1991.
- Скобелев В.П. Теория автора и проблема художественной деятельности (в соавторстве с Н. Т. Рымарем). — Воронеж, 1994.

 Статьи:
- Скобелев В. П. «На смерть Жукова» И. Бродского и «Снигирь» Г. Державина (К изучению поэтики пародического использования) // Литературоведение. — 1999. — № 1. Архивировано 14 сентября 2017 года.
- Скобелев В.П. Поэтика русского романа 1920—1930-х годов: Очерки истории и теории жанра. — Самара: Издательство «Самарский университет», 2001.
- Скобелев В.П. Системно-субъектный метод в трудах Б. О. Кормана. — Ижевск, 2003.